# Меморіальні й анотаційні дошки Опішні
Нижче наведено список меморіальних та анотаційних дощок Опішні.

## Меморіальні й анотаційні дошки
| Зображення | На честь кого, чого чи якої події | Адреса, координати | Дата встановлення |
|            | 5-тій гвардійській повітряно-десантній Червонознаменній ордена Суворова Звенигородській дивізії | парк по вул. Незалежності 49°57′30″ пн. ш. 34°36′7″ сх. д. / 49.95833° пн. ш. 34.60194° сх. д.                             | 9 травня 1975 рік |
|            | Гвардійцям — десантникам 8 гвардійської повітряно-десантної дивізії, що полягли в боях з фашизмом при звільненні Опішні. Від однополчан | парк по вул. Незалежності                                                                                                  | 9 травня 1979 рік |
|            | 298 стрілецькій (80 гвардійській) дивізії | парк по вул. Незалежності                                                                                                  |                   |
|            | Радянським воїнам полеглим при визволенні Опішні | парк по вул. Незалежності                                                                                                  |                   |
|            | односельчанам-воїнам-інтернаціоналістам | парк по вул. Незалежності                                                                                                  |                   |
|            | односельчанам-ліквідаторам аварії на Чорнобильській атомній станції | парк по вул. Незалежності                                                                                                  |                   |
|            | Губарю Олександру (1962—1982) — воїну-афганцю, полеглому під час війни в Афганістані | початок вул. Губаря 49°57′41″ пн. ш. 34°36′21″ сх. д. / 49.96139° пн. ш. 34.60583° сх. д.                                  |                   |
|            | Канівцю Івану (1961—1987) — воїну-афганцю, полеглому під час війни в Афганістані | Опішнянська спеціалізована школа І-ІІІ ступенів                                                                            |                   |
|            | Селюченко Олександрі (1921—1987) — українській керамістці, заслуженому майстру народної творчості України, члену Національної спілки художників України. | вул. Губаря, 29 49°57′45″ пн. ш. 34°36′38″ сх. д. / 49.96250° пн. ш. 34.61056° сх. д.                                      |                   |
|            | Василю Кричевському (1873—1952) — українському архітектору, живописцю, графіку, творцю українського архітектурного стилю, автору проекту будівлі колишнього Опішнянського гончарного навчально-показового пункту Полтавського губернського земства (1914—1916) Скульптор Василь Ярич, 2011 | вул. Партизанська, 2 (Будинок Кричевського-Лебіщака) 49°57′43″ пн. ш. 34°36′40″ сх. д. / 49.96194° пн. ш. 34.61111° сх. д. | 2011 рік          |
|            | Василю Кричевському (1873—1952) — українському архітектору, живописцю, графіку | вул. Партизанська, 21 (Колегіум мистецтв у Опішні)                                                                         | 2014 рік          |
|            | Юрку Лебіщаку (1873—1927) — українському технологу-керамісту, завідувачу Опішнянського гончарного навчально-показового пункту Полтавського губернського земства (1912—1921). Скульптор Володимир Одрехівський, 2011.                                                                       | вул. Партизанська, 2 (Будинок Кричевського-Лебіщака)                                                                       | 2011 рік          |
|            | Остапу Ночовнику (1853—1913) — гончарю, творцю барокової глиняної скульптури; уродженцю села Міських Млинів.Автори Юлій Синькевич, Лев Синькевич | вул. Партизанська, 2 (Будинок Кричевського-Лебіщака)                                                                       | 2011 рік          |
|            | Івану Зарецькому (1857—1936) — українському археологу етнографу, завідувачеві першої на Лівобережній Україні гончарної школи (1894—1927).Скульптор Володимир Гамаль | вул. Партизанська, 2 (Будинок Кричевського-Лебіщака)                                                                       | 2011 рік          |
|            | Опанасу Сластьону (1855—1933) — українському живописцю, графіку, архітектору, мистецтвознавцю й етнограф, одному зі співзасновників українського архітектурного стилю. Скульптор Микола Білик, 2011.                                                                                       | вул. Партизанська, 2 (Будинок Кричевського-Лебіщака)                                                                       | 2011 рік          |
|            | Сергію Васильківському (1854—1917) —українському живописцю, автору полотен із пейзажами Опішні, який упродовж 1900—1916 років неодноразово бував у містечку. Скульптор Іван Самотос, 2011.                                                                                                 | вул. Партизанська, 2 (Будинок Кричевського-Лебіщака)                                                                       | 2011 рік          |
|            | Єлизаветі Трипільській (1881—1958) — першій в Україні жінці-скульптору, яка започаткувала національний характер української скульптури. Скульптор Іван Самотос, 2011. | вул. Партизанська, 2 (Будинок Кричевського-Лебіщака)                                                                       | 2011 рік          |
|            | Меморіальна дошка Гаврилові Пошивайлу (1909-1991) — гончарю-посуднику, заслуженому майстру народної творчості, і Явдосі Пошивайло (1910-1994) — гончарній малювальниці.Скульптор Василь Ярич, 2013.                                                                                        | вул. Партизанська, 2 (Будинок Кричевського-Лебіщака)                                                                       | 2013 рік          |
|            | Петру Вауліну (1870—1943) — технологу-керамісту. Скульптор Ярослав Скакун, 2014. | вул. Партизанська, 2 (Будинок Кричевського-Лебіщака)                                                                       | 2013 рік          |
|            | Івану Гладиревському (1849—1919) — українському гончарю-посуднику, творцю архітектурної кераміки стилю модерн. Скульптор Микола Білик, 2014. | вул. Партизанська, 2 (Будинок Кричевського-Лебіщака)                                                                       | 2014 рік          |
|            | Івану Білику (1910—1999) — українському гончарю, лауреату Національної премії України імені Тараса Шевченка. Скульптор Микола Білик, 2014. | вул. Партизанська, 2 (Будинок Кричевського-Лебіщака)                                                                       | 2014 рік          |
|            | Осипу Білоскурському (1883—1943) — технологу-керамісту, організатору гончарного шкільництва і виробництва в Україні, автору перших підручників з гончарної технології. Скульптор Володимир Цісарик, 2014.                                                                                  | вул. Партизанська, 2 (Будинок Кричевського-Лебіщака)                                                                       | 2014 рік          |
|            | Федору Чирвенку (1868—1919) — українському гончарю-мисочнику, інструктору з гончарної справи. Скульптор Володимир Цісарик, 2015. | вул. Партизанська, 2 (Будинок Кричевського-Лебіщака)                                                                       | 2015 рік          |
|            | Мотроні Назарчук (1911—2008) — українській керамістці-малювальниці. Скульптор Володимир Цісарик, 2016. | вул. Партизанська, 2 (Будинок Кричевського-Лебіщака)                                                                       | 2016 рік          |
|            | Олександрі Селюченко (1921—1987) — українській керамістці-іграшкарці, малювальниці. Скульптор Василь Ярич, 2016. | вул. Партизанська, 2 (Будинок Кричевського-Лебіщака)                                                                       | 2016 рік          |